# ناحیه بوحمامه
ناحیه بوحمامه (به عربی: دائرة بوحمامة) یک ناحیه در الجزایر است که در استان خنشله واقع شده‌است. ناحیه بوحمامه ۲۷٬۵۸۲ نفر جمعیت دارد.